# Marcialonga
La Marcialonga, conosciuta anche come Marcialonga di Fiemme e Fassa o Marcialonga skiing, è la più importante e famosa competizione granfondo di sci di fondo in Italia e si disputa sulle nevi delle Valli di Fiemme e Fassa (Trento), l'ultima domenica di gennaio.
Il comitato organizzatore della Marcialonga ha sede a Predazzo, presso lo Stadio del salto "Giuseppe Dal Ben".

## Storia

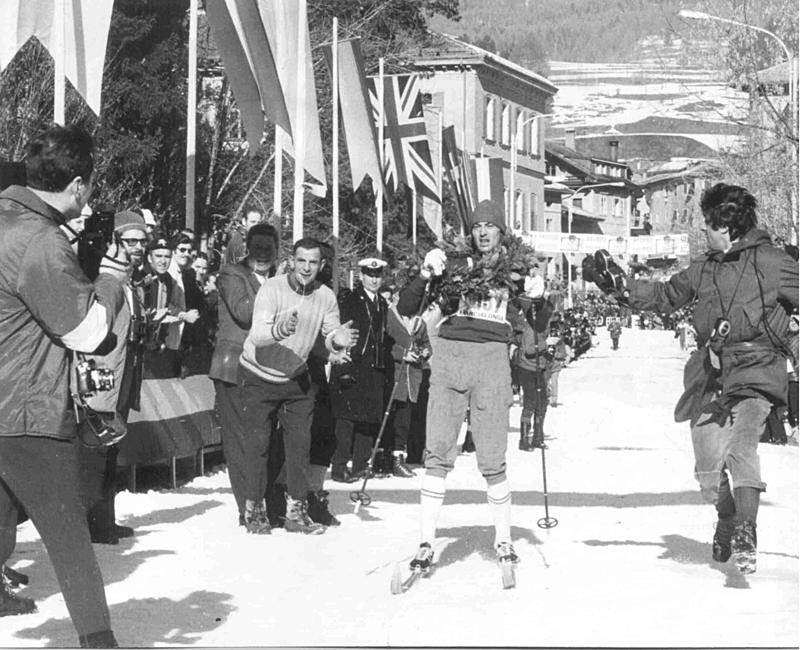
Ulrico Kostner vincitore della prima edizione della Marcialonga nel 1971

Nell'estate del 1970 quattro amici (Mario Cristofolini, Giulio Giovannini, Roberto Moggio e Nele Zorzi) decisero di organizzare in Val di Fiemme una maratona sciistica che ricalcasse, in qualche maniera, la leggendaria Vasaloppet, storica e conosciuta competizione svedese di sci di fondo, a cui avevano partecipato il precedente inverno.
Il 7 febbraio 1971 si tenne così la prima edizione della Marcialonga di Fiemme e Fassa: i quattro organizzatori che avevano creduto nel progetto si aspettavano circa cento partecipanti, invece arrivarono ben 1.157 sciatori a sfidarsi lungo i 70 km del percorso immerso nelle valli trentine. La prima gara fu vinta da Ulrico Kostner davanti al favorito Franco Nones, oro nelle Olimpiadi Invernali di Grenoble 1968.

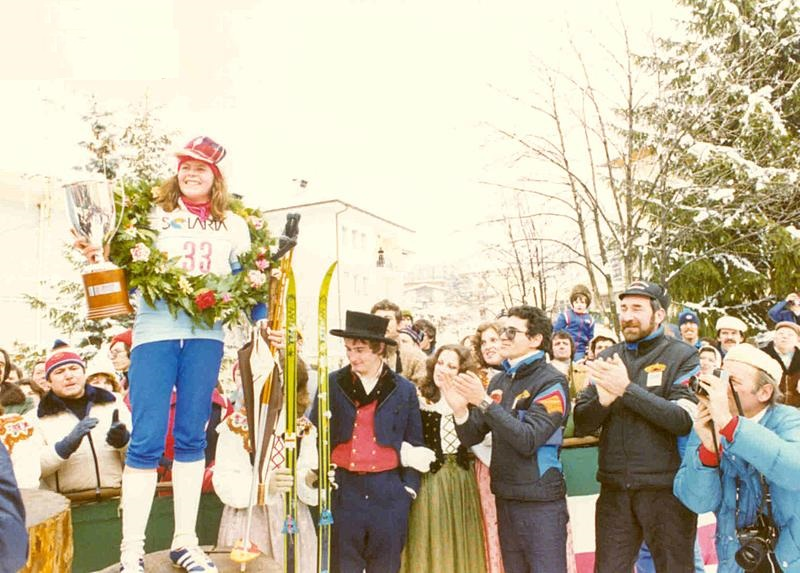
Dominique Robert fu la prima donna a vincere la Marcialonga nel 1978

Le prime 6 edizioni furono riservate ai soli uomini, anche se già a partire dal 1972 alcune donne cercarono di partecipare alla gara, camuffandosi anche con baffi finti o utilizzando nomi falsi. Nel 1977 furono ben 14 le donne squalificate al traguardo, dove fu esposto un cartello con scritto "Marcialonga vietata alle donne: perché?". Così, a partire dal 1978 la maratona fondistica fu ufficialmente aperta anche alla categoria femminile, in cui vinse la francese Dominique Robert.
A causa della mancanza di neve, la manifestazione non si svolse negli anni 1975, 1989 e 1990, mentre in molte altre edizioni il percorso è stato accorciato. Nel 1994 si svolse la Marcialonga con il percorso più corto, di appena 45 km con arrivo a Predazzo: in quella edizione il tedesco Johann Mühlegg e l'italiano Silvano Barco tagliarono il traguardo esattamente con lo stesso tempo e furono pertanto dichiarati entrambi vincitori a pari merito. Nel 1999 lo stesso Johann Mühlegg (che nel frattempo aveva cambiato nazionalità) vinse una seconda volta ex aequo con connazionale spagnolo Juan Jesús Gutiérrez, questa volta sul percorso completo di 70 km.
Nel 2004 la Marcialonga fu inserita nella Coppa del Mondo di sci di fondo: tra le donne, per Gabriella Paruzzi, è stata decisiva l'affermazione nella gara trentina per la conquista della coppa di cristallo.
Alcuni atleti di punta non parteciparono, temendo di esaurire le loro energie in vista del prosieguo della stagione
Il 22 febbraio 2003, la Provincia autonoma di Trento ha deciso di premiare, in segno di ringraziamento ed omaggio, con il sigillo di San Venceslao i quattro "padri fondatori" della Marcialonga.
Nel 2013, anno memorabile in cui la Val di Fiemme ospitò per la terza volta i campionati mondiali di sci nordico e le gare di sci di fondo della XXVI Universiade invernale, si registrò il maggior numero di partecipanti, con 7.570 atleti. Altra particolarità sempre della 40ª edizione fu l'allungamento del percorso (72 km, anziché i classici 70 km) per consentire il transito nei centri abitati di Canazei e Predazzo.
A causa della pandemia di COVID in Italia, nel 2021 la 48ª edizione è stata organizzata per evitare gli assembramenti di atleti o tifosi: la partenza dalla piana di Moena è avvenuta in maniera ordinata e distanziata sui binari tracciati nella neve, il percorso è stato modificato per evitare l'attraversamento dei paesi e gli eventi collaterali sono stati annullati.

## Percorso
Il tracciato della Marcialonga (percorribile con gli sci di fondo durante tutta la stagione invernale e a piedi, con gli skiroll, in bicicletta e a cavallo nei mesi estivi) attraversa tutta la val di Fassa e poi quella di Fiemme ed è lungo 69,38 km, con un dislivello complessivo di circa 1.030 metri. Il tempo di percorrenza medio è di circa 3 ore e 13 minuti alla velocità media di 21,5 km/h.
Si parte dalla cosiddetta "piana di Moena", situata a quota 1.150 metri sul livello del mare alle porte della città nei pressi dello stadio comunale. La partenza mattutina è uno dei momenti più spettacolari della competizione e avviene in linea e per scaglioni: primi a partire sono i "senatori" (coloro che hanno partecipato ininterrottamente a tutte le edizioni fin dal 1971) e gli atleti professionisti più forti, al centro gli sciatori che nelle precedenti edizioni hanno ottenuto un buon piazzamento, mentre in coda vi sono tutti i restanti sportivi amatoriali, affettuosamente chiamati "i bisonti".

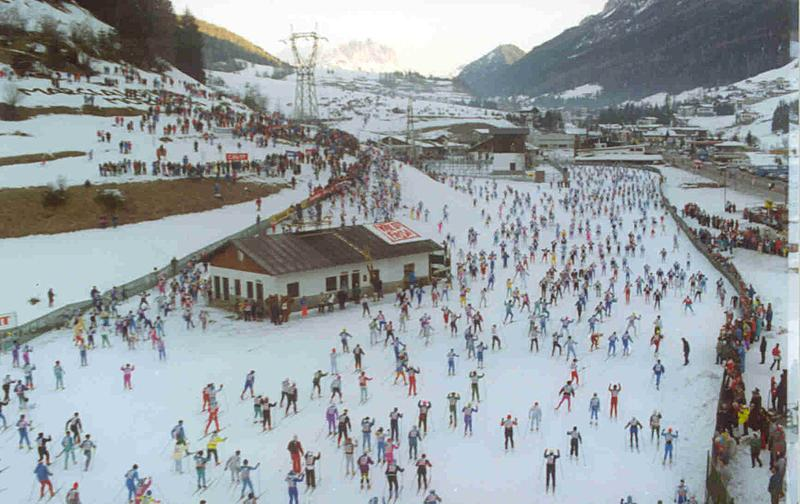
Gli sciatori a Moena in direzione di Canazei nel 1991

Dopo la partenza, alla destra del torrente Avisio, gli atleti affrontano la prima salita verso il Centro addestramento alpino di Moena della Polizia di Stato e risalgono tutta la Val di Fassa. Nei pressi di Soraga di Fassa si attraversa il torrente Avisio e si giunge a Vigo di Fassa dove, in località San Giovanni, vi è la seconda salita, breve ma se inequivocabilmente soprannominata Spacagiames, ovvero "spacca gambe") Successivamente si toccano i paesi di Pozza di Fassa, Mazzin, Campitello di Fassa fino al punto di controllo di Canazei (1.430 metri s.l.m.), dove avviene il primo giro di boa.
Si torna quindi indietro, finalmente in discesa, da Canazei di nuovo fino a Soraga di Fassa, dove si affronta la terza salita, chiamata "l’Infinita" per la sua lunghezza che richiede un notevole impegno, considerando che, dopo la lunga discesa da Canazei di parecchi chilometri, i muscoli si sono raffreddati. Scendendo dalla frazione di Someda, si attraversa tutto il centro di Moena, proseguendo dritti verso la successiva Val di Fiemme. Si giunge così ai paesi di Predazzo (dove c'è il traguardo di metà gara e della Marcialonga light, nei pressi della ex stazione ferroviaria) e Ziano di Fiemme, dove lungo la piccola salita del Diaol del Gaso gli atleti vengono calorosamente incoraggiati dal pubblico.
Arrivati nel fondovalle di Fiemme, si attraversano i territori di Panchià, di Tesero (con passaggio allo Stadio del fondo di Lago di Tesero) e di Masi di Cavalese (la Cascata), fino al secondo punto di controllo di Molina di Fiemme, situato nel punto con la minor altitudine (800 metri slm): qui avviene il secondo giro di boa in direzione di Cavalese.

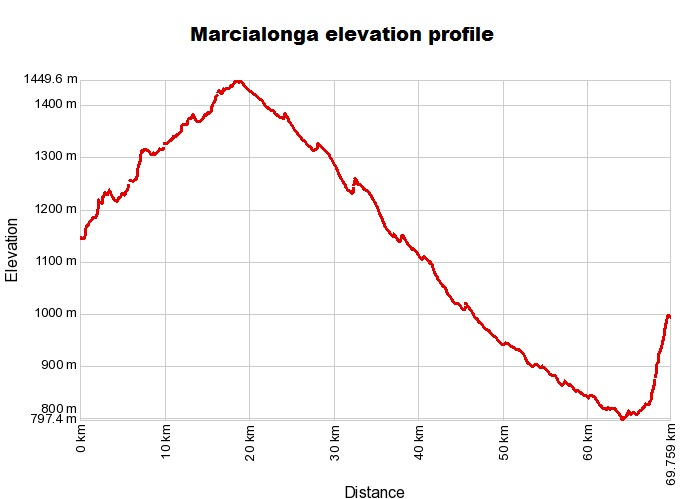
Profilo altimetrico della Marcialonga

Si ritorna indietro alla località "Cascata", dove inizia il tratto considerato più duro e selettivo della gara: da lì partono infatti gli ultimi 2,5 km dell'impegnativa rampa finale, chiamata Full Gas o semplicemente salita della cascata, che con i suoi 144 metri di dislivello (con pendenze che arrivano fino al 12%) porta fino all'arrivo in Viale Mendini a Cavalese. Giunto al traguardo, il vincitore viene accolto con una corona d'alloro.
Lungo l'intero percorso, oltre ai numerosi tifosi ed appassionati che incitano gli sciatori, sono organizzati vicino ai centri abitati numerosi punti di ristoro con cibo e bevande calde, infermerie, aree tecniche attrezzate per la sciolinatura e la sostituzione dei bastoncini da sci danneggiati.
Gli atleti che non intendono giungere fino al traguardo finale di Cavalese possono fermarsi al 45º km nei pressi di Predazzo, dove è collocato il traguardo della classifica della Marcialonga light.
Nel 2007, nel 2015 e nel 2017, a causa della scarsità di neve, la gara è stata accorciata a 57 km (partenza da Mazzin in direzione Canazei e ritorno fino a Cavalese), grazie all'utilizzo di neve artificiale. Il costo dell'innevamento programmato, che prevede la produzione, lo spostamento e la preparazione di oltre 70-80.000 metri cubi di neve, è costato circa 200.000 euro nel 2015; tuttavia è stato stimato che il giro d'affari complessivo della manifestazione ammonti a circa 8 milioni di euro spesi da partecipanti, accompagnatori e spettatori.

## Concorrenti

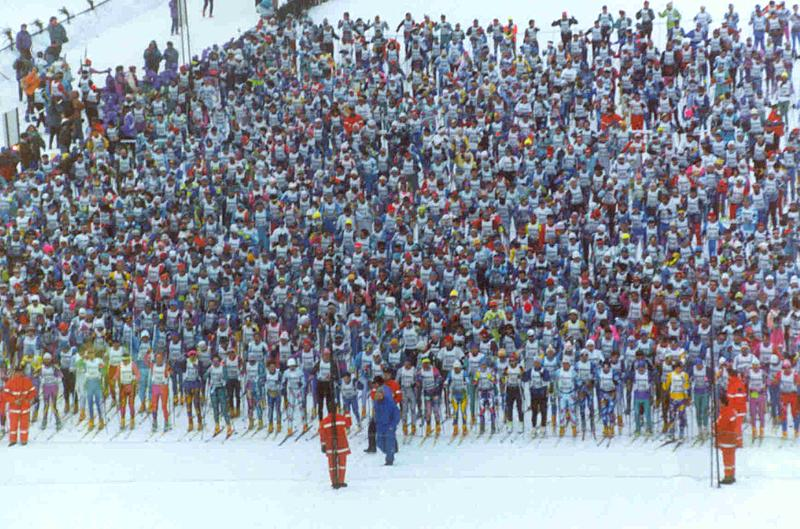
I cosiddetti "bisonti" alla partenza della Marcialonga 1996

Ogni anno partecipano alla Marcialonga molte migliaia di concorrenti (nel 2020 erano iscritti più di 7000 atleti).
I concorrenti che hanno partecipato a tutte le edizioni della Marcialonga sono chiamati "senatori" o "pionieri" (dal 2019 sono stati nominati a vita gli ultimi 10 rimasti per aver portato a termine consecutivamente le prime 46 edizioni: Ivo Andrich, Aulo Avanzinelli, Costantino Costantin, Luciano Bertocchi, Luigi Delvai "Meta", Fabio Lunelli, Giovanni Mariani, Marco Aurelio Nones, Odillo Piotti e Armando Zambaldo), mentre gli sciatori amatoriali che partono nell'ultimo scaglione sono denominati scherzosamente "bisonti".
I vincitori delle categorie maschile e femminile vengono accolti all'arrivo dalla Soreghina, una ragazza originaria dei paesi attraversati dalla Marcialonga e che veste il costume della propria cittadina. La Soreghina è incaricata di premiare i vincitori con una grande corona d'alloro, infilata (o a volte lanciata in velocità) sulle spalle dell'atleta. Tuttavia, anche il concorrente che giunge per ultimo all'arrivo di Cavalese al buio della sera viene calorosamente accolto con un'identica corona d'alloro e festeggiato al pari del vincitore.
Dal momento che il punto di partenza ed arrivo sono situati in località differenti (rispettivamente Moena e Cavalese), prima della partenza gli atleti inseriscono gli oggetti personali in una sacca personale numerata (corrispondente al numero del proprio pettorale di gara), che viene consegnata all'organizzazione, la quale provvederà a riconsegnarla all'arrivo.
Si stima che durante la gara ogni concorrente consumi mediamente 4.648 calorie.

## Tecnica

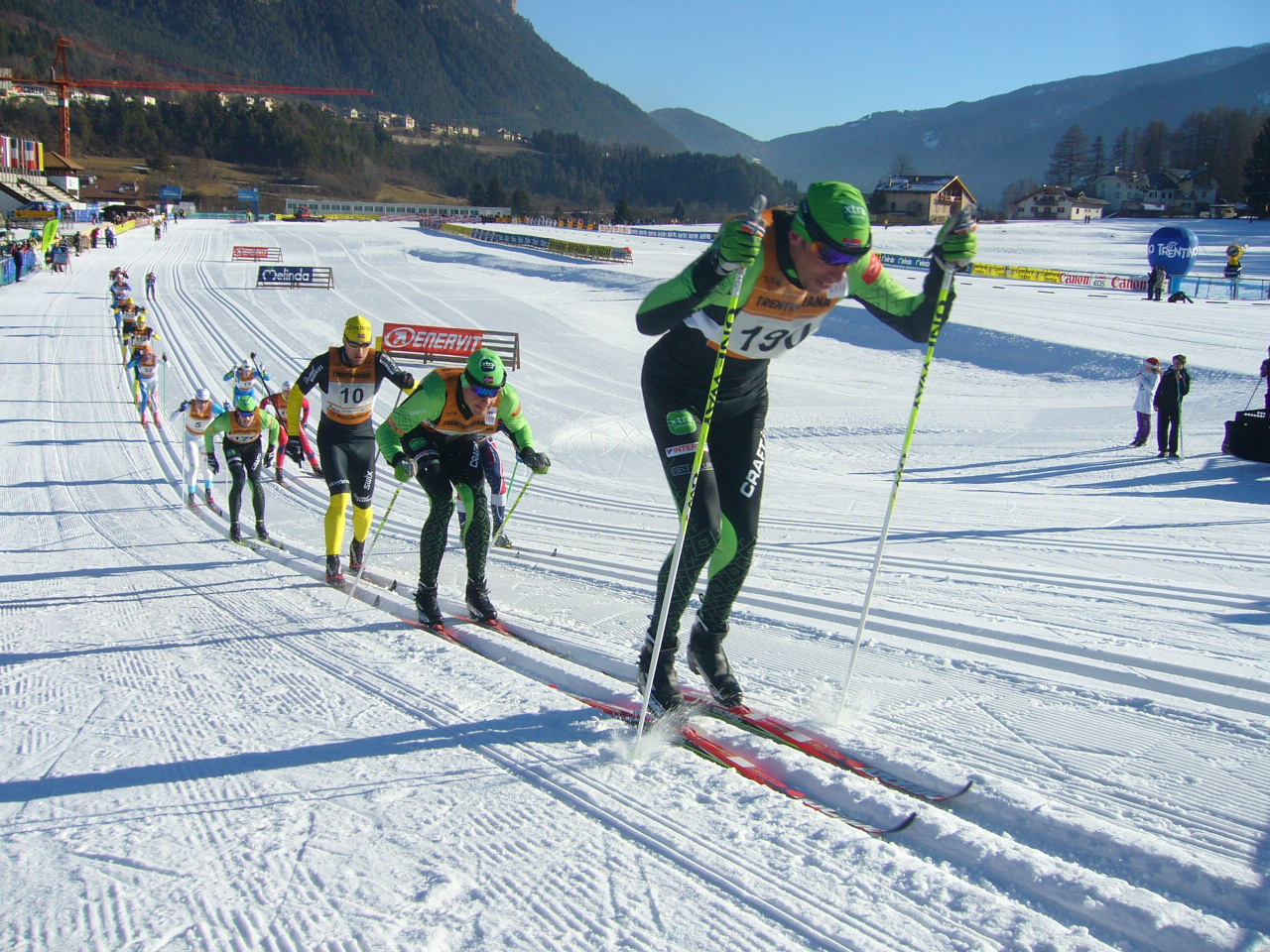
Passaggio della Marcialonga presso lo Stadio del fondo di Lago di Tesero (2011)

La gara si svolse nelle prime edizioni con la tecnica classica, la sola utilizzata all'epoca: in seguito si passò alla tecnica libera: nel 1985 Giorgio Vanzetta vinse la Marcialonga utilizzando per la prima volta il passo pattinato.
Dal 2003 si è tornati alla tecnica classica, che permette di sfruttare meglio la larghezza della pista in una gara che vede alla partenza almeno 5.000 concorrenti.
Lo stesso anno, tuttavia, i fratelli Aukland introducono per la prima volta in Italia il cosiddetto "stile ibrido", ovvero l'evoluzione della spinta scivolata (chiamata anche spinta a braccia o doppia spinta: in inglese: double poling): tale nuova tecnica, inventata da Staffan Larsson nel 1993 e ancora formalmente considerata all'interno della tecnica classica, consiste nello spingere ripetitivamente busto-gambe rigidi sugli sci paralleli solo con la forza delle braccia e con entrambi i bastoncini (più lunghi rispetto a quelli normali) anch'essi paralleli, per tutti i 70 km della maratona sciistica, inclusa la terribile salita finale della Cascata. Per limitare l'uso della spinta scivolata, che di fatto ha snaturato la tecnica classica, in passato è stata ipotizzata la variazione del percorso della Marcialonga, proponendo l'inclusione della ripidissima salita dell'Alpe Cermis (già utilizzata nelle gare del Tour de Ski); tale proposta è stata però molto criticata, soprattutto dagli sciatori amatoriali.

## Albo d'oro
Il primo sciatore a vincere la Marcialonga nel 1971 fu l'altoatesino Ulrico Kostner, davanti al favorito Franco Nones.
L'atleta che ha conseguito più vittorie in assoluto nella Marcialonga è stata l'italiana Maria Canins, che oltre alle 10 vittorie consecutive dal 1979 al 1988 ha sempre inflitto distacchi molto pesanti alle sue rivali. Guidina Dal Sasso ha invece vinto cinque edizioni.
Nella categoria maschile, gli sciatori con più vittorie sono stati l'italiano Maurilio De Zolt e il norvegese Jørgen Aukland, con 4 vittorie ognuno. Peraltro, nel 2008 e 2012 i fratelli Aukland, giunti al primo e secondo posto, hanno dato vita ad una singolare "doppietta in famiglia", molto rara per questo genere di competizioni. Tord Asle Gjerdalen è l'unico uomo ad aver vinto per tre edizioni consecutive.
Nel 1994 e 1999 si sono avuti due vincitori maschili a pari merito con lo stesso tempo.

### Marcialonga classica
| Ed | Anno | Km                              | Uomini                              | Nazione                         | Tempo                           |                                 | Donne                           | Nazione                         | Tempo                           |
| -- | ---- | ------------------------------- | ----------------------------------- | ------------------------------- | ------------------------------- | ------------------------------- | ------------------------------- | ------------------------------- | ------------------------------- |
| 1  | 1971 | 65 km                           | Ulrico Kostner                      | Italia                          | 3:12:51 h                       |                                 | -                               | -                               | -                               |
| 2  | 1972 | 70 km                           | Pauli Siitonen                      | Finlandia                       | 4:13:51 h                       |                                 | -                               | -                               | -                               |
| 3  | 1973 | 70 km                           | Lars Arne Bölling                   | Svezia                          | 3:45:01 h                       |                                 | -                               | -                               | -                               |
| 4  | 1974 | 50 km                           | Magnar Lundemo                      | Norvegia                        | 2:16:14 h                       |                                 | -                               | -                               | -                               |
|    | 1975 | Cancellata per mancanza di neve | Cancellata per mancanza di neve     | Cancellata per mancanza di neve | Cancellata per mancanza di neve | Cancellata per mancanza di neve | Cancellata per mancanza di neve | Cancellata per mancanza di neve | Cancellata per mancanza di neve |
| 5  | 1976 | 50 km                           | Tonino Biondini                     | Italia                          | 2:13:56 h                       |                                 | -                               | -                               | -                               |
| 6  | 1977 | 70 km                           | Jean-Paul Pierrat                   | Francia                         | 4:05:06 h                       |                                 | -                               | -                               | -                               |
| 7  | 1978 | 70 km                           | Ulrico Kostner                      | Italia                          | 4:28:07 h                       |                                 | Dominique Robert                | Francia                         | 6:17:55 h                       |
| 8  | 1979 | 70 km                           | Jorma Kinnunen                      | Finlandia                       | 4:19:04 h                       |                                 | Maria Canins                    | Italia                          | 4:56:52 h                       |
| 9  | 1980 | 70 km                           | Ivan Garanin                        | Unione Sovietica                | 3:31:23 h                       |                                 | Maria Canins                    | Italia                          | 4:08:47 h                       |
| 10 | 1981 | 70km                            | Sven-Åke Lundbäck                   | Svezia                          | 3:19:36 h                       |                                 | Maria Canins                    | Italia                          | 3:56:13 h                       |
| 11 | 1982 | 70 km                           | Dag Atle Bjørkheim                  | Norvegia                        | 3:18:44 h                       |                                 | Maria Canins                    | Italia                          | 3:49:40 h                       |
| 12 | 1983 | 60 km                           | Walter Mayer                        | Austria                         | 2:47:52 h                       |                                 | Maria Canins                    | Italia                          | 3:11:36 h                       |
| 13 | 1984 | 70 km                           | Bengt Hassis                        | Svezia                          | 3:33:19 h                       |                                 | Maria Canins                    | Italia                          | 4:00:56 h                       |
| 14 | 1985 | 70 km                           | Giorgio Vanzetta                    | Italia                          | 3:29:06 h                       |                                 | Maria Canins                    | Italia                          | 3:52:12 h                       |
| 15 | 1986 | 70 km                           | Maurilio De Zolt                    | Italia                          | 3:04:29 h                       |                                 | Maria Canins                    | Italia                          | 3:33:55 h                       |
| 16 | 1987 | 70 km                           | Maurilio De Zolt                    | Italia                          | 3:05:05 h                       |                                 | Maria Canins                    | Italia                          | 3:44:11 h                       |
| 17 | 1988 | 64 km                           | Albert Walder                       | Italia                          | 2:36:43 h                       |                                 | Maria Canins                    | Italia                          | 2:57:50 h                       |
|    | 1989 | Cancellata per mancanza di neve | Cancellata per mancanza di neve     | Cancellata per mancanza di neve | Cancellata per mancanza di neve | Cancellata per mancanza di neve | Cancellata per mancanza di neve | Cancellata per mancanza di neve | Cancellata per mancanza di neve |
|    | 1990 | Cancellata per mancanza di neve | Cancellata per mancanza di neve     | Cancellata per mancanza di neve | Cancellata per mancanza di neve | Cancellata per mancanza di neve | Cancellata per mancanza di neve | Cancellata per mancanza di neve | Cancellata per mancanza di neve |
| 18 | 1991 | 70 km                           | Maurilio De Zolt                    | Italia                          | 2:54:13 h                       |                                 | Guidina Dal Sasso               | Italia                          | 3:16:29 h                       |
| 19 | 1992 | 64 km                           | Maurilio De Zolt                    | Italia                          | 2:32:57 h                       |                                 | Tatiana Bondareva               | Russia                          | 2:59:42 h                       |
| 20 | 1993 | 55 km                           | Michail Botvinov                    | Russia                          | 2:02:01 h                       |                                 | Tatiana Bondareva               | Russia                          | 2:21:35 h                       |
| 21 | 1994 | 45 km                           | Johann Mühlegg Silvano Barco        | Germania Italia                 | 1:47:40 h                       |                                 | Elena Kalugina                  | Russia                          | 2:05:20 h                       |
| 22 | 1995 | 65 km                           | Hervé Balland                       | Francia                         | 2:34:10 h                       |                                 | Eugenia Bitchougova             | Russia                          | 2:59:15 h                       |
| 23 | 1996 | 70 km                           | Maurizio Pozzi                      | Italia                          | 2:40:29 h                       |                                 | Guidina Dal Sasso               | Italia                          | 3:00:16 h                       |
| 24 | 1997 | 70 km                           | Michail Botvinov                    | Austria                         | 2:49:52 h                       |                                 | Guidina Dal Sasso               | Italia                          | 3:08:32 h                       |
| 25 | 1998 | 63 km                           | Michail Botvinov                    | Austria                         | 2:28:31 h                       |                                 | Guidina Dal Sasso               | Italia                          | 2:48:43 h                       |
| 26 | 1999 | 70 km                           | Johann Mühlegg Juan Jesús Gutiérrez | Spagna                          | 2:56:10 h                       |                                 | Guidina Dal Sasso               | Italia                          | 3:24:29 h                       |
| 27 | 2000 | 70 km                           | Fulvio Valbusa                      | Italia                          | 3:08:33 h                       |                                 | Svetlana Nagejkina              | Russia                          | 3:14:49 h                       |
| 28 | 2001 | 70 km                           | Juan Jesús Gutiérrez                | Spagna                          | 2:43:29 h                       |                                 | Irina Skladneva                 | Russia                          | 3:01:55 h                       |
| 29 | 2002 | 60 km                           | Juan Jesús Gutiérrez                | Spagna                          | 2:13:03 h                       |                                 | Anna Santer                     | Italia                          | 2:29:00 h                       |
| 30 | 2003 | 60 km                           | Jørgen Aukland                      | Norvegia                        | 2:25:52 h                       |                                 | Lara Peyrot                     | Italia                          | 2:29:00 h                       |
| 31 | 2004 | 70 km                           | Anders Aukland                      | Norvegia                        | 3:09:03 h                       |                                 | Gabriella Paruzzi               | Italia                          | 3:33:07 h                       |
| 32 | 2005 | 70 km                           | Stanislav Řezáč                     | Rep. Ceca                       | 3:00:37 h                       |                                 | Cristina Paluselli              | Italia                          | 3:24:52 h                       |
| 33 | 2006 | 70 km                           | Jørgen Aukland                      | Norvegia                        | 3:24:47 h                       |                                 | Cristina Paluselli              | Italia                          | 3:41:58 h                       |
| 34 | 2007 | 57 km                           | Jerry Ahrlin                        | Svezia                          | 2:07:17 h                       |                                 | Hilde Gjermundshaug Pedersen    | Norvegia                        | 2:25:00 h                       |
| 35 | 2008 | 70 km                           | Anders Aukland                      | Norvegia                        | 3:09:32 h                       |                                 | Jenny Hansson                   | Svezia                          | 3:43:27 h                       |
| 36 | 2009 | 70 km                           | Jerry Ahrlin                        | Svezia                          | 2:56:52 h                       |                                 | Hilde Gjermundshaug Pedersen    | Norvegia                        | 3:22:58 h                       |
| 37 | 2010 | 70 km                           | Oskar Svärd                         | Svezia                          | 3:02:28 h                       |                                 | Jenny Hansson                   | Svezia                          | 3:32:07 h                       |
| 38 | 2011 | 70 km                           | Jerry Ahrlin                        | Svezia                          | 2:49:10 h                       |                                 | Seraina Boner                   | Svizzera                        | 3:15:07 h                       |
| 39 | 2012 | 70 km                           | Jørgen Aukland                      | Norvegia                        | 2:55:37 h                       |                                 | Susanne Nyström                 | Svezia                          | 3:23:20 h                       |
| 40 | 2013 | 72 km                           | Jørgen Aukland                      | Norvegia                        | 2:58:21 h                       |                                 | Seraina Boner                   | Svizzera                        | 3:29:25 h                       |
| 41 | 2014 | 70 km                           | Simen Østensen                      | Norvegia                        | 3:10:16 h                       |                                 | Julia Tikhonova                 | Russia                          | 3:27:54 h                       |
| 42 | 2015 | 57 km                           | Tord Asle Gjerdalen                 | Norvegia                        | 2:05:15 h                       |                                 | Kateřina Smutná                 | Austria                         | 2:20:32 h                       |
| 43 | 2016 | 70 km                           | Tord Asle Gjerdalen                 | Norvegia                        | 2:49:49 h                       |                                 | Britta Johansson Norgren        | Svezia                          | 3:13:50 h                       |
| 44 | 2017 | 57 km                           | Tord Asle Gjerdalen                 | Norvegia                        | 2:08:36 h                       |                                 | Kateřina Smutná                 | Rep. Ceca                       | 2:22:46 h                       |
| 45 | 2018 | 70 km                           | Il'ja Černousov                     | Russia                          | 2:48:08 h                       |                                 | Britta Johansson Norgren        | Svezia                          | 3:11:48 h                       |
| 46 | 2019 | 70 km                           | Petter Eliassen                     | Norvegia                        | 2:45:54 h                       |                                 | Britta Johansson Norgren        | Svezia                          | 3:11:17 h                       |
| 47 | 2020 | 70 km                           | Tore Bjoerseth Berdal               | Norvegia                        | 3:05:52 h                       |                                 | Kari Vikhagen Gjeitnes          | Norvegia                        | 3:21:59 h                       |
| 48 | 2021 | 70 km                           | Emil Persson                        | Svezia                          | 3:11:10 h                       |                                 | Lina Korsgren                   | Svezia                          | 3:27:14 h                       |
| 49 | 2022 | 70 km                           | Ermil Vokuev                        | Russia                          | 2:51:57 h                       |                                 | Ida Dahl                        | Svezia                          | 3:15:15 h                       |
| 50 | 2023 | 70 km                           | Emil Persson                        | Svezia                          | 2:48:57 h                       |                                 | Magni Smedås                    | Norvegia                        | 3:14:00 h                       |
| 51 | 2024 | 70 km                           | Runar Skaug Mathisen                | Norvegia                        | 2:35:53 h                       |                                 | Emilie Fleten                   | Norvegia                        | 3:01:07 h                       |
| 52 | 2025 | 70 km                           | Andreas Nygaard                     | Norvegia                        | 2:39:34 h                       |                                 | Emilie Fleten                   | Norvegia                        | 3:09:24 h                       |

### Marcialonga light
| Ed | Anno | Km    | Uomini                | Nazione   | Tempo     |  | Donne                    | Nazione   | Tempo     |
| -- | ---- | ----- | --------------------- | --------- | --------- |  | ------------------------ | --------- | --------- |
| 1  | 2006 | 45 km | Marco Fiorentin       | Italia    | 2:10:11 h |  | Daniela Piller           | Italia    | 2:35:53 h |
| 2  | 2007 | 40 km | Florian Kostner       | Italia    | 1:28:00 h |  | Barbara Antonelli        | Italia    | 1:45:14 h |
| 3  | 2008 | 45 km | Luca Orlandi          | Italia    | 2:08:31 h |  | Laura Colnaghi Calissoni | Italia    | 2:55:03 h |
| 4  | 2009 | 45 km | Nicola Morandini      | Italia    | 1:56:49 h |  | Eugenia Bitchougova      | Russia    | 2:24:20 h |
| 5  | 2010 | 45 km | Fulvio Scola          | Italia    | 1:58:18 h |  | Antonella Confortola     | Italia    | 2:17:49 h |
| 6  | 2011 | 45 km | Andrea Zattoni        | Italia    | 1:52:30 h |  | Antonella Confortola     | Italia    | 2:07:55 h |
| 7  | 2012 | 45 km | Luca Orlandi          | Italia    | 1:54:25 h |  | Veronica Cavallar        | Italia    | 2:14:41 h |
| 8  | 2013 | 45 km | Lorenzo Cerutti       | Italia    | 2:04:59 h |  | Tereza Polakova          | Rep. Ceca | 2:52:28 h |
| 9  | 2014 | 45 km | Lorenzo Cerutti       | Italia    | 2:12:23 h |  | Anna Maria Milazzi       | Italia    | 2:38:15 h |
| 10 | 2015 | 33 km | Luca Orlandi          | Italia    | 1:07:58 h |  | Sara Pellegrini          | Italia    | 1:16:04 h |
| 11 | 2016 | 45 km | Sergey Spirin         | Russia    | 2:01:31 h |  | Lisa Bolzan              | Italia    | 2:40:01 h |
| 12 | 2017 | 33 km | Giacomo Gabrielli     | Italia    | 1:09:21 h |  | Sarka Zelenkova          | Rep. Ceca | 1:25:27 h |
| 13 | 2018 | 45 km | Aleskey Barannikov    | Russia    | 1:57:41 h |  | Antonella Confortola     | Italia    | 2:24:03 h |
| 14 | 2019 | 45 km | Sergey Spirin         | Russia    | 1:59:28 h |  | Karolina Bikova          | Rep. Ceca | 2:28:10 h |
| 15 | 2020 | 45 km | Egor Mitroshin        | Russia    | 2:04:42 h |  | Tereza Hujerova          | Rep. Ceca | 2:22:43 h |
| 16 | 2021 | 45 km | Mattia Armellini      | Italia    | 2:04:13 h |  | Stefania Corradini       | Italia    | 2:23:09 h |
| 17 | 2022 | 45 km | Robin Maenpaa         | Finlandia | 1:55:53 h |  | Stefania Corradini       | Italia    | 2:00:59 h |
| 18 | 2023 | 45 km | Simone Mastrobattista | Italia    | 1:57:45 h |  | Michaela Patscheider     | Italia    | 2:17:18 h |
| 19 | 2024 | 45 km | Tommaso Dellagiacoma  | Italia    | 1:50:22 h |  | Maria Eugenia Boccardi   | Italia    | 2:08:51 h |
| 20 | 2025 | 45 km | Tommaso Dellagiacoma  | Italia    | 1:56:59 h |  | Anna Giordani            | Italia    | 2:21:14 h |

## Eventi collegati

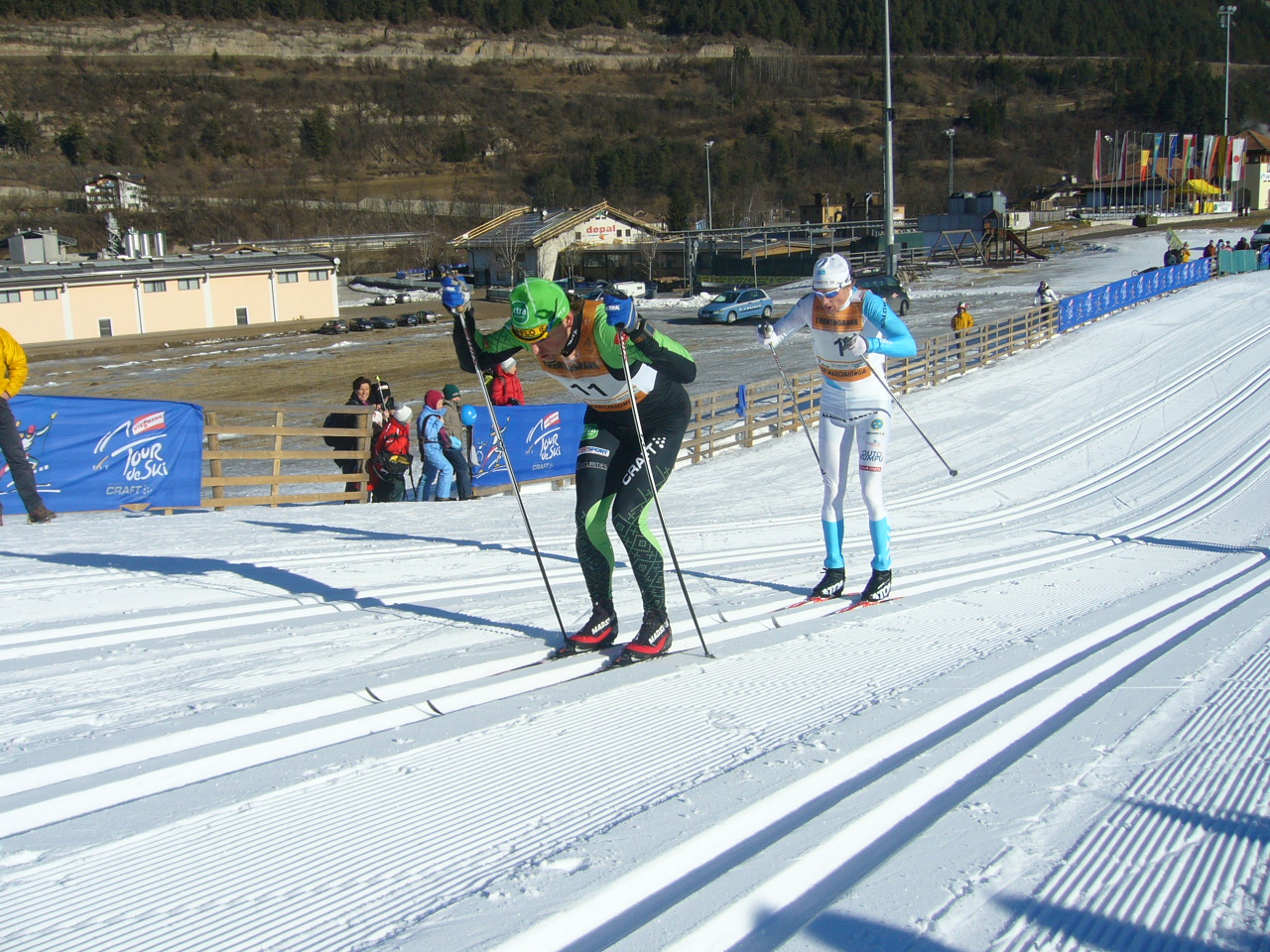
Marcialonga 2011: Jerry Ahrlin seguito da Oskar Svärd durante il passaggio allo Stadio del fondo di Lago di Tesero

Oltre alla classica Marcialonga che si svolge l'ultima domenica di gennaio, vengono organizzate altri eventi sportivi, tra cui:
- Marcialonga baby, riservata agli sciatori con meno di 6 anni che il venerdì precedente percorrono a tecnica classica circa 100 metri innevati nel centro di Predazzo;
- Mini Marcialonga, per i ragazzi dai 6 ai 12 anni, sul percorso a tecnica classica di 3 km sull'anello dello Stadio del fondo di Lago di Tesero. La gara si svolge il sabato precedente;
- Marcialonga young, per i giovani atleti delle categorie ragazzi, allievi, aspiranti e juniores (che, essendo minorenni, non possono partecipare alla Marcialonga "regolare") e che si sfidano su percorsi di 4-9-14 km presso lo Stadio del fondo di Lago di Tesero;
- Marcialonga story, introdotta nel 2013 per celebrare la 40ª edizione, è una gara a cui si può partecipare solo con materiali d'epoca antecedenti al 1976 (ovvero sci da fondo in legno, scarponi in cuoio col puntale squadrato e racchette di bambù), anno in cui venne introdotto un nuovo tipo di attacco con larghezza inferiore a 75 mm; il materiale deve essere certificato ed iscritto nello speciale "registro degli sci da fondo d'epoca", tenuto dall'organizzazione. La manifestazione si svolge il sabato precedente, su un tracciato a tecnica classica di 11 km che va da Lago di Tesero a Predazzo, in salita e nella direzione contraria rispetto alla Marcialonga. A partire dall'anno 2017, ogni chilometro del percorso viene dedicato ad un personaggio o ad un'organizzazione che ha avuto un ruolo decisivo per la storia del territorio: il chilometro zero è dedicato al Comune di Tesero.

In aggiunta alla gara di sci di fondo, sono state istitutite ulteriori due competizioni considerate "sorelle":
- la Marcialonga Cycling, gara di 135 km da percorrere nel mese di giugno in bicicletta sul tracciato che parte da Predazzo, sale da Aldino al Monte San Pietro, i passi di Lavazé (Tesero), San Pellegrino (Moena) e Valles, e d infine si conclude di nuovo a Predazzo;
- la Marcialonga Running, gara di corsa a piedi di 26 km organizzata a settembre sul tracciato estivo della Marcalonga da Moena a Cavalese.

Per chi partecipa a tutte e tre le gare (sci di fondo, bicicletta e corsa) esiste una speciale classifica "combinata".

## Nella cultura di massa
La manifestazione è seguita da molti giornalisti sportivi e viene trasmessa in diretta televisiva da emittenti italiane e da altre televisioni internazionali, contribuendo in tal modo anche alla promozione del territorio.
Per ognuna delle edizioni sono stati sempre realizzati due speciali annulli filatelici in occasione dell'evento, uno nel luogo di partenza a Moena e uno all'arrivo a Cavalese. In alcune edizioni sono stati realizzati fino a quattro timbri, includendo anche gli arrivi intermedi di Canazei e Predazzo.